# Сулятицький Мирослав Володимирович
Сулятицький Мирослав Володимирович (Псевдо: «Кривоніс», «Петро», «Спартак», «226»; 27 вересня 1921, с. Середній Березів, Косівський район, Івано-Франківська область — 11 січня 1948, с. Митків, Заставнівський район, Чернівецька область) — лицар Срібного хреста заслуги УПА та Бронзового хреста бойової заслуги УПА.

## Життєпис
Освіта — середня: закінчив гімназію.
Член ОУН. В лавах збройного підпілля ОУН з 1944 р. Перейшов есбістський вишкіл (1944). Районний референт СБ у Коломийській окрузі ОУН (1944). У 1944 р. переведений на Станиславівщину. Референт СБ Надвірнянського повітового/надрайонного проводу ОУН (1944—1945). У вересні 1945 р. переведений на Буковину. Референт СБ Буковинського окружного проводу ОУН (09.1945-01.1948).
Загинув у сутичці з опергрупою відділу 2-Н УМДБ Чернівецької обл. Старший булавний (?), хорунжий СБ (23.10.1948).

## Нагороди
- Згідно з Наказом військового штабу воєнної округи 4 «Говерля» ч. 4/47 від 1.11.1947 р. референт СБ Буковинського окружного проводу ОУН Мирослав Сулятицький — «Петро» нагороджений Бронзовим хрестом бойової заслуги УПА.
- Згідно з Постановою УГВР від 6.06.1948 р. і Наказом Головного військового штабу УПА ч. 1/48 від 12.06.1948 р. референт СБ Буковинського окружного проводу ОУН Мирослав Сулятицький — «Петро» нагороджений Срібним хрестом заслуги УПА.

## Вшанування пам'яті
- 23.05.2018 р. від імені Координаційної ради з вшанування пам'яті нагороджених Лицарів ОУН і УПА у м. Косів Івано-Франківської обл. Срібний хрест заслуги УПА (№ 048) та Бронзовий хрест бойової заслуги УПА (№ 068) передані Марії Геник, сестрі Мирослава Сулятицького — «Петра».